# Genisteïne
Genisteïne behoort tot de fyto-oestrogenen, komt voor in planten zoals soja en vertoont een werking zoals het vrouwelijk hormoon oestrogeen.
De stof behoort tot de isoflavonen.

## Effect op vrouwen
Genisteïne werkt als oestrogeen en kan de ontwikkeling en het behoud van vrouwelijke kenmerken bevorderen. Genisteïne kan de ontwikkeling van een al aanwezige borstkanker bevorderen voor zover die gevoelig is voor oestrogeen.

## Effect op mannen
Genisteïne veroorzaakt het apoptose van cellen in de teelballen en kan zo mannelijke vruchtbaarheid en mannelijke kenmerken verminderen. Genisteïne kan de ontwikkeling van prostaatkanker remmen.

## Aderverkalking
Genisteïne gaat aderverkalking tegen.

## Schildklier
Genisteïne vermindert de werking van de schildklier.